# أوقست غوتشالك
أوقست غوتشالك (بالألمانية: August Gottschalk)‏ هو لاعب كرة قدم ألماني، ولد في 14 ديسمبر 1921 في إسن في ألمانيا، وتوفي بنفس المكان في 27 نوفمبر 2014. لعب مع روت فايس إيسن.

## وصلات خارجية
- أوقست غوتشالك على موقع عالم كرة القدم.نت (الإنجليزية)